# 渡辺あや
渡辺 あや（わたなべ あや、1970年2月18日 - ）は、日本の脚本家。

## 経歴
兵庫県西宮市出身。1992年甲南女子大学卒業。自動車関連会社に１年勤めた後、結婚し退職。1993年夫の赴任のためドイツ・ハンブルクで4年半をすごし、1997年帰国。その後夫の実家のある島根県で雑貨屋経営をしながら、主婦として暮らす
。
1999年に映画監督の岩井俊二のオフィシャルサイト「円都通信」内のシナリオ応募コーナー「しな丼」（現・戯作通信プレイワークス）に応募し、『天使の目にも鏡』（後に『少年美和』に改題）が、コメント担当の映画プロデューサー久保田修に認められる。
2003年、『ジョゼと虎と魚たち』で脚本家デビューを果たす。
2011年、NHK連続テレビ小説『カーネーション』で初めて連続ドラマの脚本を担当する。
朝ドラ初のギャラクシー賞テレビ部門大賞を受賞。
2022年、フジテレビ・関西テレビ系列のテレビドラマ『エルピス-希望、あるいは災い-』で初めて民放連続ドラマの脚本を担当する。第60回ギャラクシー賞テレビ部門大賞を受賞。
プロの脚本家となった後も島根県で暮らしており、現在は二児の母となっている。

## 人物
昔からの脚本の執筆方法として、作品の関係者と作品のテーマに対する共通認識を互いに持つ形で脚本を執筆している。

## 作品

### 映画
- ジョゼと虎と魚たち（2003年）
- 約三十の嘘（2004年） - 土田英生、大谷健太郎との共同脚本
- メゾン・ド・ヒミコ（2005年）
- 天然コケッコー（2007年）
- ノーボーイズ,ノークライ（2009年） - 日韓合作映画
- カントリーガール（2010年）
- 合葬（2015年）
- ワンダーウォール 劇場版（2020年）
- 逆光（2021年）
- blue rondo（2022年）
- ABYSS アビス（2023年）

### テレビドラマ
- 火の魚（2009年、NHK広島）
- その街のこども（2010年、NHK大阪）
- カーネーション（2011年 - 2012年、NHK大阪） - 連続テレビ小説 第85作
- ロング・グッドバイ（2014年4月19日 - 5月17日、NHK）
- 京都発地域ドラマ ワンダーウォール（2018年7月25日、NHK BSプレミアム）[4]
- ストレンジャー〜上海の芥川龍之介〜（2019年12月30日、NHK）[5]
- 今ここにある危機とぼくの好感度について　(2021年、NHK総合/NHK BS4K)[6]
- エルピス-希望、あるいは災い-（2022年、関西テレビ・フジテレビ）[7]

### ラジオドラマ
- 花束（2001年7月20日、NHK-FM 青春アドベンチャー『不思議屋博物館』第5回）[8]
- はるかぜ、氷をとく（2021年3月13日、NHK-FM FMシアター）[9]

### ドキュメンタリー
- 京都スペシャル「センス・オブ・ワンダー」（2019年7月19日、NHK） - 構成

### 作詞
- 椎名林檎「孤独のあかつき」（2013年）

### その他
- 少年美和（未映像化）
- つるばらつるばら（未映像化）
- 呼吸（2002年、『リリイ・シュシュのすべて』DVDメイキング映像） - ナビゲーター
- BUNNY（2004年、『ジョゼと虎と魚たち』DVD特典ショートムービー） - 監督・脚本
- ワガママな女（2005年 - 2006年、WEBムービー） - 日清フーズオリジナルWEBムービー
- 懲戒免職（2006年、『メゾン・ド・ヒミコ』DVD特典ショートムービー） - 監督・脚本

## 著作
- 懲戒免職（『野性時代』2005年9月号、角川書店）
- ゆめちゃんが泣く（『少年文芸』Vol.2、2006年、新風舎） - 写真：佐内正史、木彫：谷田一郎
- エルピス　―希望、あるいは災い―　シナリオブック（2023年、河出書房新社）

## 受賞歴
- 第62回毎日映画コンクール 脚本賞（『天然コケッコー』）
- 第36回放送文化基金賞 脚本賞（『火の魚』、『その街のこども』）
- 第61回芸術選奨文部科学大臣新人賞 放送部門（『その街のこども』）
- 第33回ヨコハマ映画祭 脚本賞（『その街のこども』）